# Think (About It)
"Think (About It)" é uma canção funk gravada por Lyn Collins e lançada como single pela gravadora de James Brown, a People Records em 1972. A gravação foi produzida por Brown (que também escreveu a canção) e conta com instrumentação de sua banda, os The J.B.'s. Foi a faixa título do álbum de estreia de Collins em 1972. No final da canção, Collins canta a mesma letra da canção Think, que mostra que esta canção era uma das poucas adaptações da canção do grupo The "5" Royales que Brown amava fazer.

## Sampling
Assim como "Funky Drummer" e "Funky President (People It's Bad)," "Think (About It)" é uma das mais frequentemente sampleadas produções de James Brown, tendo sido usada em centenas de faixas de artistas de hip hop e dance music, especialmente o drum and bass. A canção aparece no 16º volume da coletânea Ultimate Breaks and Beats de 1986, poucos antes do lançamento do sampler E-mu SP-1200 em 1987. Isto resultou em "Think" ser sampleado pesadamente nos anos vindouros. Tanto a parte rítmica como a passagem vocal conhecida como Yeah! Woo! tem sido usados.
Talvez a primeira canção que sampleou "Think" foi "Females (Get On Up)" do grupo britânico Cookie Crew. "Go On Girl" de Roxanne Shante em 1988 (produzida por Marley Marl) seguido por "My Groove Gets Better" de seu álbum "Bad Sister" também usou o sample. Poucos meses mais tarde, o mesmo loop de 4 compassos do vocal "Woo! Yeah!" apareceu como base para a canção de Rob Base and DJ E-Z Rock, "It Takes Two."
Outras gravações que samplearam a canção incluem Kardinal Offishall com "Clear!", Dizzee Rascal com "Pussy'ole (Old Skool)," De La Soul com "Jenifa Taught Me (Derwin's Revenge)," EPMD com "Gold Digger," Dream Warriors com "Face in the Basin," R.E.M. com "Radio Song," Janet Jackson com "Alright," Wreckx-n-Effect com "Clubhead", Basic Black com "Nothing But A Party," Chubb Rock com "Ya Bad Chubbs" e The Real Roxanne com "Roxanne's On A Roll."

## Versões cover
"Think (About It)" ganhou uma versão cover da cantora de reggae Patra em 1993. Lyn Collins cantou em um remix da canção de Patra bem como aparece no vídeo musical.
A cantora pop britânica Beverley Knight fez sua versão que foi lançada como Lado-B de seu single de 1999 "Made It Back 99."
Sy Smith fez uma versão cover da canção em seu DVD Sy Smith Live: Worship at the Temple.
Bonnie Bramlett fez sua versão para seu álbum de 1976 "Lady's Choice".

## Aparições em outras mídias
"Think (About It)" aparece na trilha sonora do jogo Grand Theft Auto: San Andreas na estação Master Sounds 98.3. Também foi usada como tema no jogo de 1997 Street Fighter III: New Generation.